# Milan Voračka
Milan Voračka, né le 11 mai 1944, est un ancien joueur tchécoslovaque de basket-ball. 